# Vestby
Vestby là một đô thị ở hạt Akershus, Na Uy.
Vestby được lập làm đô thị ngày 1/1/1838 (xem formannskapsdistrikt). Đô thị Hølen được nhập với Vestby ngày 1/7/1943 - còn đô thị Son được sáp nhập vào Vestby ngày 1/1/1964. Các làng chính của Vestby là Pepperstad Skog, Hølen, Hvitsten, Garder, và Son. Son đã là một bến cảng quan trọng từ thời Phục Hưng cho đến những năm 1700.
Tên đô thị này (ban đầu là một giáo khu) được đặt theo tên nông trại cổ Vestby (Norse Vestbýr), do nhà thờ đầu tiên được xây ở đây.

## Công dân nổi tiếng
- Johan Herman Wessel, 1742-1785, nhà thơ
- Caspar Wessel, 1745-1818, nhà toán học
- Erik Bodom, 1829-1879, họa sĩ
- Ola Abrahamsson, (1883-1980), họa sĩ